# Gruppe 11
Gruppe 11 er en gruppe grundstoffer i det periodiske system. Tidligere hed den undergruppe IB. Gruppe 11 er også kendt som "møntmetallerne", da de ikke-radioaktive medlemmer traditionelt anvendes til mønter.
Gruppen tilhører overgangsmetallerne
- Cu kobber (atomnummer 29)
- Ag sølv (atomnummer 47)
- Au guld (atomnummer 79)
- Rg røntgenium (atomnummer 111) - radioaktivt

## Billedgalleri
- Antik kobberbarre fra Kreta
- Sølvtøj
- Guldmedalje